# Szent Péter esernyője (1917)
Szent Péter esernyője (deutsch Der Regenschirm des Heiligen Petrus) ist ein ungarischer Film aus dem Jahr 1917 von Sándor Korda; Regieassistent war Sándor Pallós und das Drehbuch schrieb Frigyes Karinthy.
Der Stummfilm basiert auf dem gleichnamigen Roman von Kálmán Mikszáth aus dem Jahre 1895. Es war die erste Verfilmung eines Werkes von Kálmán Mikszáth. Die Premiere fand am 29. Oktober 1917 in dem renommierten Kino Mozgókép Otthon in der Teréz körút in Budapest statt, welches mit 600 Sitzplätzen ausgestattet war. Der Andrang am Tag der Premiere war so groß, dass hunderte Personen keine Eintrittskarte für den Film bekamen. Alle Schauspieler des Filmes erhielten nach der Premiere gute Kritiken, besonders hervorgehoben wurde Károly Huszár für sein wundervoll humorvolles Schauspiel in der Rolle als einer der Gebrüder Gregorics. Der Film wurde im Anschluss mit drei Vorstellungen täglich um 17, 19 und 21 Uhr in das Programm des Kinos aufgenommen.
Weitere filmische Adaptionen des Romans gab es 1935, 1958 und 1971.